# Петровское сельское поселение (Краснодарский край)
Петровское сельское поселение —  муниципальное образование в составе Славянского района Краснодарского края России. 
В рамках административно-территориального устройства Краснодарского края ему соответствует Петровский сельский округ.
Административный центр — станица Петровская.

## Население
| 2010    | 2012    | 2013    | 2014    | 2015    | 2016    | 2017    |
| ------- | ------- | ------- | ------- | ------- | ------- | ------- |
| 13 981  | ↘13 899 | ↘13 843 | ↗13 900 | ↗13 992 | ↗14 014 | ↘14 004 |
| 2018    | 2019    | 2020    | 2021    | 2023    |         |         |
| ↘13 896 | ↘13 808 | ↘13 807 | ↘13 482 | ↘13 345 |         |         |

## Населённые пункты
В состав сельского поселения (сельского округа) входят 2 населённых пункта:
| № | Населённый пункт | Тип населённого пункта | Население (чел.) |
| - | ---------------- | ---------------------- | ---------------- |
| 1 | Водный           | хутор                  | ↘394             |
| 2 | Петровская       | станица                | ↘13 088          |

## Руководство
Глава сельского поселения Владимир Ильич Михайленко.